# Mariusz Godlewski
Mariusz Godlewski (ur. 19 grudnia 1975 w Ostródzie) – polski śpiewak operowy (bas-baryton).

## Życiorys
Swoją edukację muzyczną z zakresu śpiewu solowego rozpoczął w Szkole Muzycznej II stopnia we Wrocławiu. Jest absolwentem Akademii Muzycznej we Wrocławiu (klasa prof. Bogdana Makala). Otrzymał stypendium Samorządu Wrocławia w Dziedzinie Kultury i Sztuki dla Młodych, Utalentowanych Wrocławian, a także Ministra Kultury i Dziedzictwa Narodowego. W latach 2001–2002 był na stypendium w Wiedniu. Studiował tam u prof. Leopolda Spitzera. Jego debiut w Operze Narodowej miał miejsce w 2002, gdzie odśpiewał tytułową partię w Peleasie i Melisandzie (polska premiera). W 2011 zaśpiewał w prapremierze pieśni Krzysztofa Pendereckiego Powiało na mnie morze snów. W tym samym roku występował w Petersburgu na Festiwalu Białych Nocy. W 2013 śpiewał pod batutą Krzysztofa Pendereckiego na Beijing Music Festival. W swoim repertuarze, oprócz głównych partii operowych, posiada lirykę wokalną Franza Schuberta i Johannesa Brahmsa oraz niemiecką i angielska muzykę barokową, którą nagrywał dla radia i telewizji. 

## Osiągnięcia
Był laureatem w następujących konkursach:
- Ogólnopolski Konkurs Wokalny im. Franciszki Platówny we Wrocławiu,
- Międzyuczelniany Konkurs Wokalny w Dusznikach-Zdroju,
- VI Konkurs Wokalistyki Operowej im. Adama Didura w Bytomiu,
- Międzynarodowy Konkurs Wokalny im. Imricha Godina (Słowacja),
- Międzynarodowy Konkurs Wokalny im. Hariclei Darclee (Rumunia)[2].

Otrzymał następujące nagrody:
- Teatralna Nagroda Muzyczna im. Jana Kiepury (2014, kategoria: Najlepszy śpiewak),
- nominacja do nagrody Radia Wrocław Kultura (2015)[2].